# 約莫伊內區
23°53′02″S 35°09′11″E / 23.884°S 35.153°E

約莫伊內區（葡萄牙語：Homoíne），是莫桑比克的行政區，位於該國東南部，由伊尼揚巴內省負責管轄，首府設於烏穆伊尼鎮，面積1,891平方公里，2007年人口107,475，人口密度每平方公里57人。